# Dorset Estate

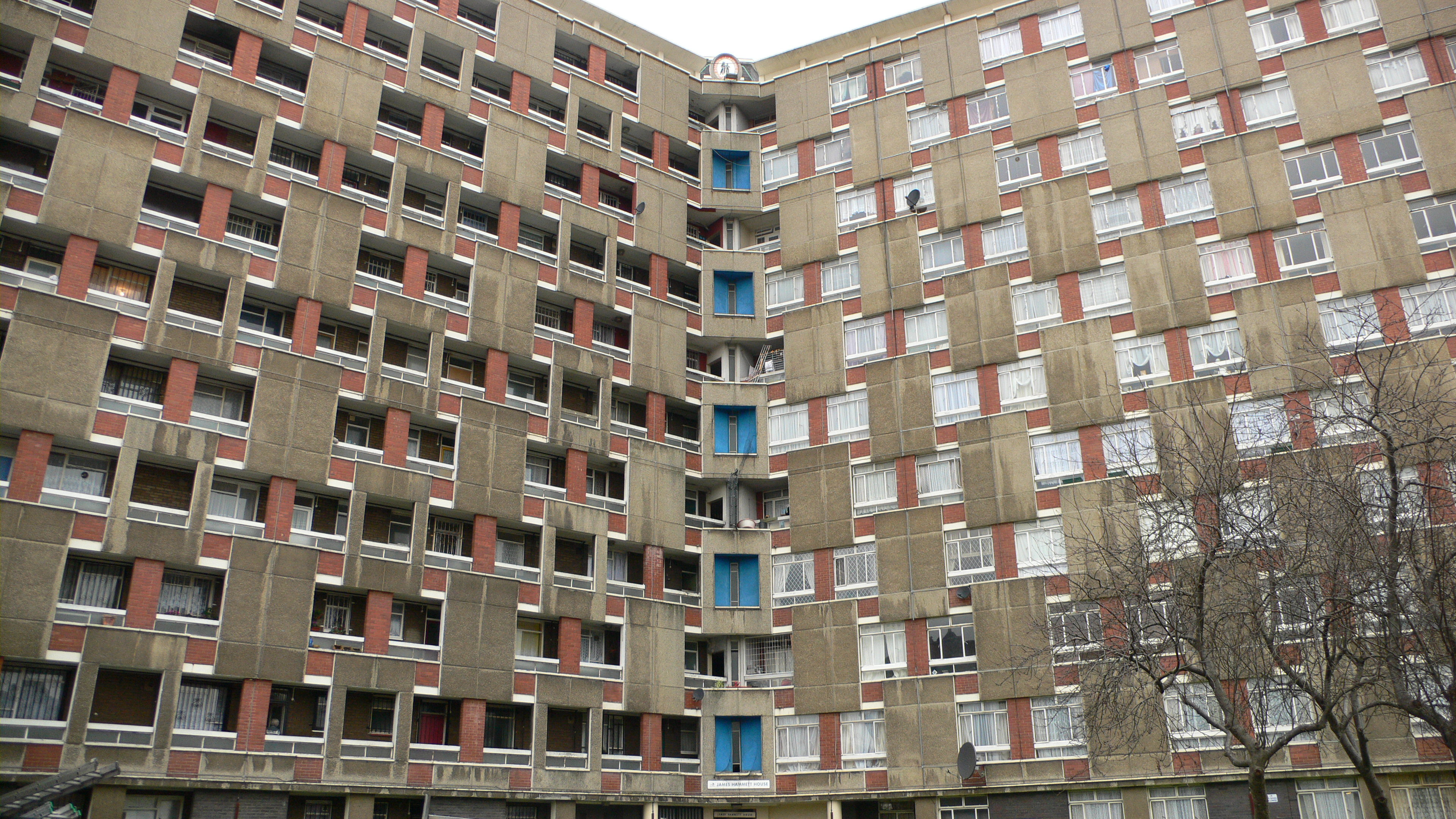
Facciata di Dorset Estate.

Dorset Estate è un complesso residenziale modernista del dopoguerra a Bethnal Green a Londra.

## Design
Venne progettato da Skinner, Bailey & Lubetkin e completato nel 1957. Gli stessi architetti progettarono la vicina Sivill House, completata nel 1962.
Comprende due blocchi di 11 piani a forma di Y, la George Loveless House e la James Hammett House e, ai piani bassi, la James Brine House, la Robert Owen House e la Arthur Wade House. I blocchi prendono il nome dai martiri di Tolpuddle.
Complessivamente ospita 266 appartamenti.